# Cordero de Dios

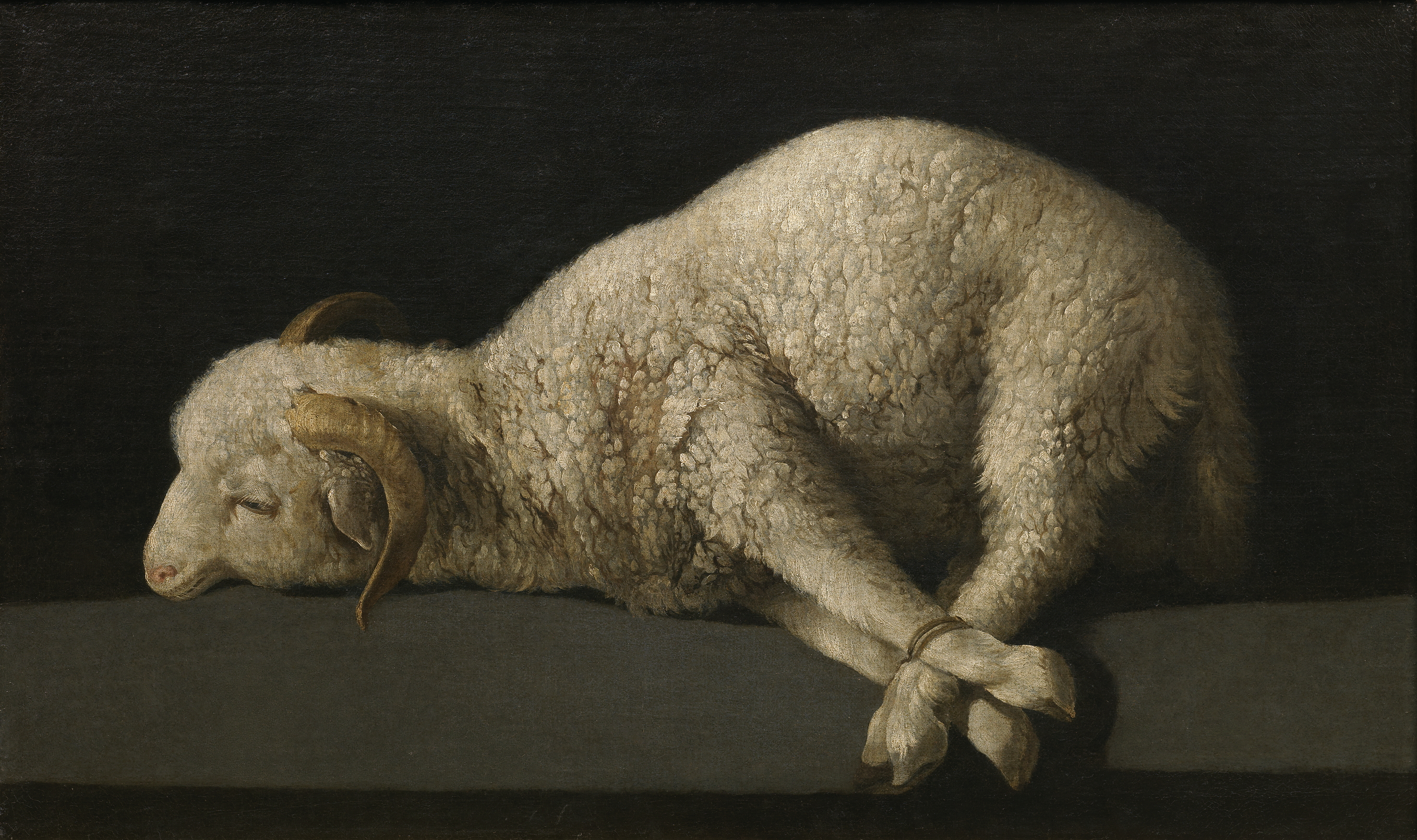
Cordero de Dios, de Francisco de Zurbarán, Museo del Prado, c. 1635-1640.

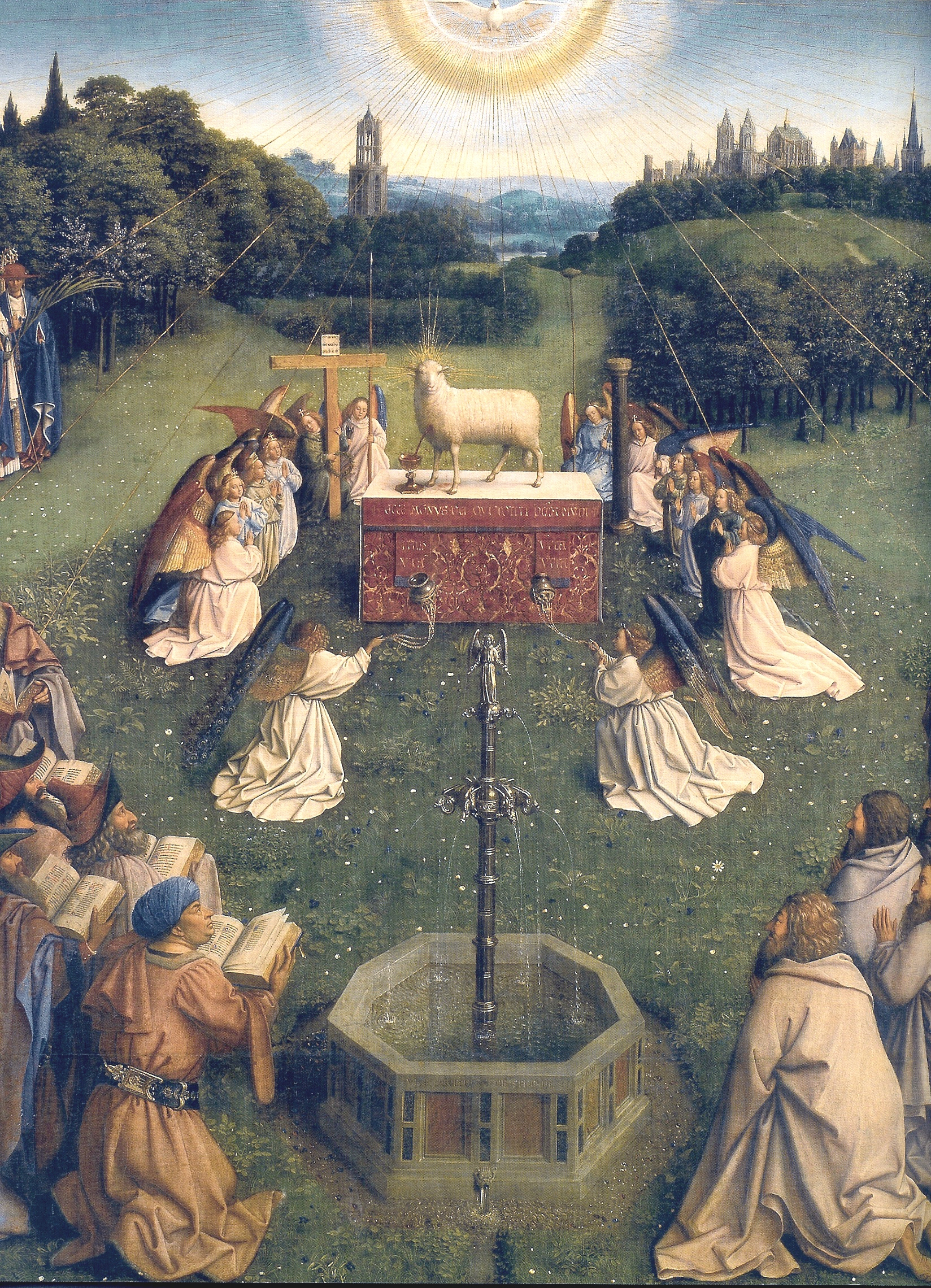
Adoración del Cordero Místico, con la sangre brotando, detalle del Políptico de Gante, de Jan van Eyck, c. 1432.

Cordero de Dios (en griego antiguo: Ἀμνὸς τοῦ Θεοῦ, Amnos tou Theou; en latín: Agnus Dei) es un título para Jesús que aparece en el Evangelio de Juan. En Juan 1,29, Juan el Bautista ve a Jesús y exclama: «He aquí el Cordero de Dios, que quita el pecado del mundo».
La doctrina cristiana sostiene que el Hijo de Dios, Jesucristo, escogió sufrir la crucifixión en el Calvario como un signo de su total obediencia a la voluntad de su divino Padre, como un «agente y servidor de Dios». El concepto cristiano de un Cordero de Dios se basa (según algunos "muy libremente") en el judío Korbán Pésaj. En la teología cristiana, el Cordero de Dios se considera  fundamental e integral para el mensaje del cristianismo.
Un cordero parecido a un león que se eleva para entregar la victoria después de haber sido sacrificado aparece varias veces en el Libro del Apocalipsis. También se menciona en los escritos paulinos; 1 Corintios 5:7 sugiere que el apóstol Pablo tiene la intención de referirse a la muerte de Jesús, quien es el Cordero Pascual, con el tema que se encuentra en los escritos joánicos. La metáfora del cordero también está en consonancia con Salmos 23, que representa a Dios como un pastor que conduce a su rebaño (la humanidad); también lo mencionan en el Antiguo Testamento los profetas Isaías y Jeremías, quienes anuncian la llegada de un servidor de Dios dulce como un cordero.
El título «Cordero de Dios» se utiliza ampliamente en las oraciones cristianas, y «Agnus Dei» se usa como una parte estándar de la misa católica desde el siglo VII, así como en las liturgias occidentales clásicas de las Iglesias anglicana y luterana. También se utiliza en la liturgia y como una forma de oración contemplativa, y también forma una parte de un fragmento musical de la misa.
Como motivo visual, el cordero se ha representado, desde la Edad Media, muchas veces como un cordero aureolado de pie con una pata delantera ladeada que «posee» un banderín con una cruz roja sobre un fondo blanco, aunque también existen muchas otras formas de representación.[cita requerida]

## Evangelio de Juan
El título «Cordero de Dios» para Jesús aparece en el Evangelio de Juan, con la proclamación inicial «He aquí el Cordero de Dios, que quita el pecado del mundo» en Juan 1,29, siendo reafirmado al día siguiente en Juan 1,36. Este segundo uso del título «Cordero de Dios» tiene lugar en presencia de los dos primeros apóstoles de Jesús, quienes inmediatamente le siguen, y se dirigen a él como «Rabí» con respeto y más tarde en la narrativa traen a otros a encontrarse con él.
Estas dos proclamaciones de Jesús como el Cordero de Dios se relacionan muy estrechamente con la otra proclama del Bautista en Juan 1,34: «Y yo le vi, y he dado testimonio de que éste es el Hijo de Dios». Desde una perspectiva cristológica, estas proclamas y el descenso del Espíritu Santo en forma de paloma en Juan 1,32 se refuerzan entre sí para establecer el elemento divino de la Persona de Cristo. En la cristología joánica, la proclama «que quita el pecado del mundo» comienza el desarrollo del tema salvífico de la muerte redentora y expiatoria de Jesús, seguida de su resurrección, que se basa en otras proclamas como «verdaderamente éste es el Salvador del mundo», pronunciada por los samaritanos en Juan 4,42.

## Libro del Apocalipsis
El libro del Apocalipsis incluye más de veintinueve referencias a un cordero como león («inmolado pero en pie») que entrega la victoria en una forma que recuerda al Cristo resucitado. En la primera aparición del Cordero en Apocalipsis (Apocalipsis 5,1-7) solamente el cordero (que es de la tribu de Judá, y la raíz de David) es encontrado digno de tomar el libro del juicio de Dios y romper los sellos. La referencia al cordero en Apocalipsis 5,6 se refiere a los siete espíritus de Dios, que aparecen por primera vez en Apocalipsis 1,4 y están asociados con Jesús, a quien están sujetos, junto con las siete estrellas.
En Apocalipsis 21,14 se señala que el Cordero tiene doce apóstoles. La entrega del rollo (es decir, el libro que contiene los nombres de aquellos que serán salvados) al cordero resucitado significa el cambio de papel del cordero. En el Calvario, el Cordero está sometido a la voluntad del Padre para ser muerto, pero ahora se le confía el juicio de la humanidad.
Desde el principio, el libro de Apocalipsis es presentado como una «revelación de Jesucristo» y, por lo tanto, el enfoque sobre el Cordero tanto como redentor y juez presenta el doble papel de Jesús: él redime al hombre a través del autosacrificio, sin embargo, también llama al hombre a dar cuenta en el día del juicio.

## Generalidades

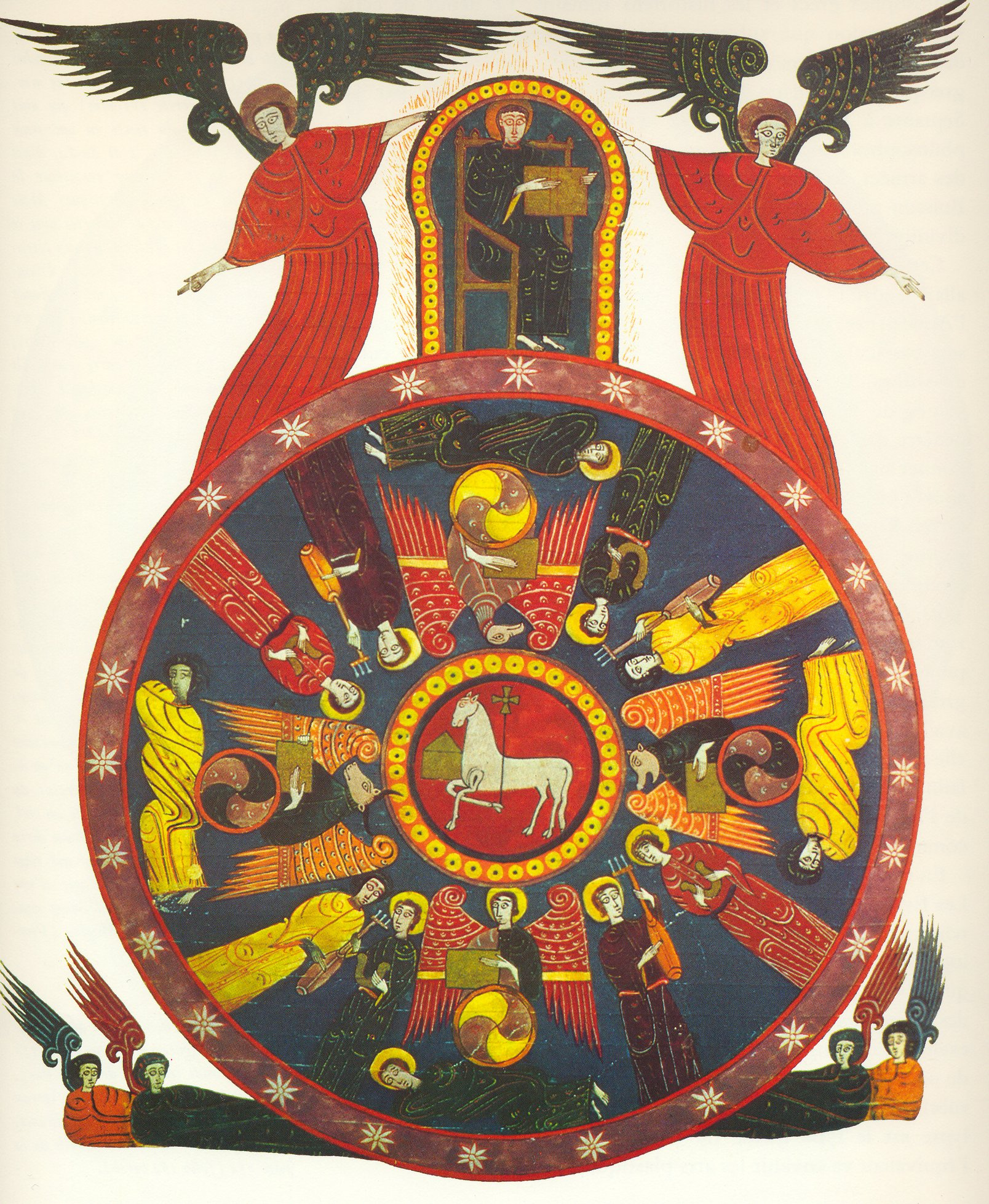
Gran Teofanía del Apocalipsis, con el Agnus Dei en el centro, Beato de Facundo (1047), Madrid, Biblioteca Nacional, notar como intuitivamente y sin al parecer ninguna influencia del Oriente esta pintura de la Edad Media occidental es mandaliforme, sin embargo la alegoría superior con el Águila de Patmos (nombre dado al evangelista Juan) y la inferior que representa a un ángel (alegoría de Mateo).

En el cristianismo, agnus Dei o agnusdéi (traducido del latín, Cordero de Dios) se refiere a Jesucristo como víctima ofrecida en sacrificio por los pecados de los hombres, a semejanza del cordero que era sacrificado y consumido por los judíos durante la conmemoración anual de la Pascua. Este título le fue aplicado por el profeta san Juan Bautista, durante el episodio del bautismo de Jesús en el río Jordán, según se relata en los evangelios:

Y le preguntaron: «¿Por qué, pues, bautizas, si no eres tú el Cristo ni Elías ni el profeta?» Juan les respondió: «Yo bautizo con agua, pero en medio de vosotros está uno a quien no conocéis, que viene detrás de mí, a quien yo no soy digno de desatarle la correa de su sandalia.» Esto ocurrió en Betania, al otro lado del Jordán, donde estaba Juan bautizando.

Al día siguiente ve a Jesús venir hacia él y dice: «He ahí el Cordero de Dios, que quita el pecado del mundo. Este es por quien yo dije: Detrás de mí viene un hombre, que se ha puesto delante de mí, porque existía antes que yo. Y yo no le conocía, pero he venido a bautizar en agua para que él sea manifestado a Israel.»

Y Juan dio testimonio diciendo: «He visto al Espíritu que bajaba como una paloma del cielo y se quedaba sobre él. Y yo no le conocía pero el que me envió a bautizar con agua, me dijo: "Aquel sobre quien veas que baja el Espíritu y se queda sobre él, ése es el que bautiza con Espíritu Santo." Y yo le he visto y doy testimonio de que éste es el Elegido de Dios.»

Al día siguiente, Juan se encontraba de nuevo allí con dos de sus discípulos. Fijándose en Jesús que pasaba, dice: «He ahí el Cordero de Dios.» Los dos discípulos le oyeron hablar así y siguieron a Jesús.
Jn 1, 25-37

Esta imagen del Mesías como Cordero de Dios proviene de los textos proféticos, especialmente Isaías (Is 53, 7) y Ezequiel (Ez 46, 13-15), y es asumida en toda su plenitud primero por san Pablo en I Co 5, 7, y por san Juan en el Apocalipsis, libro en el que el Cordero de Dios aparece como representación directa de Jesucristo como Salvador y Juez:fidedigna river versailles

Entonces vi, de pie, en medio del trono y de los cuatro Vivientes y de los Ancianos, un Cordero, como degollado; tenía siete cuernos y siete ojos, que son los siete Espíritus de Dios, enviados a toda la tierra. Y se acercó y tomó el libro de la mano derecha del que está sentado en el trono. Cuando lo tomó, los cuatro Vivientes y los veinticuatro Ancianos se postraron delante del Cordero. Tenía cada uno una cítara y copas de oro llenas de perfumes, que son las oraciones de los santos. Y cantan un cántico nuevo diciendo: «Eres digno de tomar el libro y abrir sus sellos porque fuiste degollado y compraste para Dios con tu sangre hombres de toda raza, lengua, pueblo y nación; y has hecho de ellos para nuestro Dios un Reino de Sacerdotes, y reinan sobre la tierra.» Y en la visión oí la voz de una multitud de Ángeles alrededor del trono, de los Vivientes y de los Ancianos. Su número era miríadas de miríadas y millares de millares, y decían con fuerte voz: «Digno es el Cordero degollado de recibir el poder, la riqueza, la sabiduría, la fuerza, el honor, la gloria y la alabanza.» Y toda criatura, del cielo, de la tierra, de debajo de la tierra y del mar, y todo lo que hay en ellos, oí que respondían: «Al que está sentado en el trono y al Cordero, alabanza, honor, gloria y potencia por los siglos de los siglos.» Y los cuatro Vivientes decían: «Amén»; y los Ancianos se postraron para adorar.
Apocalipsis 5,7-14

## Iconografía

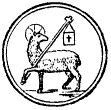
Representación simbólica del Agnus Dei.

La representación del Agnus Dei en el arte cristiano ha seguido, desde los primeros tiempos, unas características fijas. Se trata de la imagen de un cordero con la cabeza aureada, y muchas veces herido por una lanza en el pecho o degollado, que agarra con su pata delantera derecha un estandarte coronado por una cruz. De este cuelga un pendón, bien con el Crismón, bien con la imagen de una hostia, bien con una cruz latina. Originalmente siempre es representado de pie, apoyado sobre tres patas y agarrando el estandarte con otra, pero aparece otra forma del cordero tumbado (en este caso, herido o ya degollado).

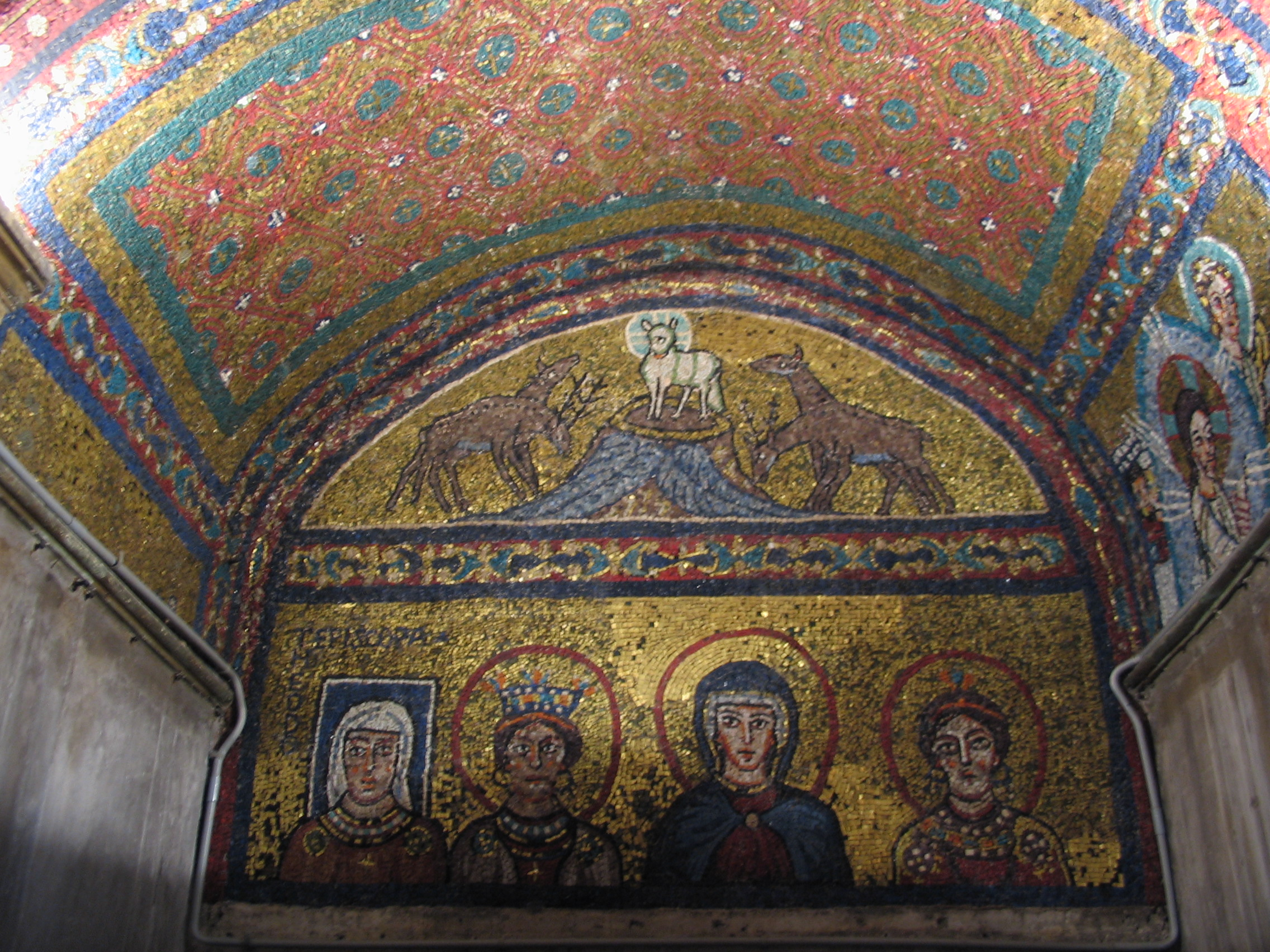
Agnus Dei y la corte imperial, mosaico de la capilla de San Zenón en la iglesia de Santa Práxedes, Roma,.

Este signo cristiano procede de las primitivas comunidades que sufrieron persecución en época romana, y es un símbolo del martirio como imagen del sacrificio de Jesucristo en la Cruz. Junto al pez, el Buen Pastor y el Maestro, es la representación simbólica más repetida en el arte paleocristiano.
En los siglos posteriores predomina el uso del símbolo en referencia al Apocalipsis. En estas representaciones siempre aparece herido o degollado (como un cordero pascual), en actitud de bendición, sobre la imagen del Libro de los Siete Sellos.
Por otra parte, el que quien hubiera aplicado a Jesucristo la prefiguración del cordero pascual fuera san Juan Bautista, es la causa de que en muchas de sus representaciones iconográficas aparezca este santo portando un estandarte con un pendón que reza: Ecce Agnus Dei, ecce qui tollis pecata mundi (Jn 1, 27). Un tema religioso habitual desde el Renacimiento en el arte cristiano es la Virgen con Jesús y san Juan Bautista niños. En este caso, el Niño Dios casi siempre aparece portando el mismo estandarte del Agnus Dei, y su primo con una pelliza de piel de camello, una concha para bautizar y señalando a Jesús.

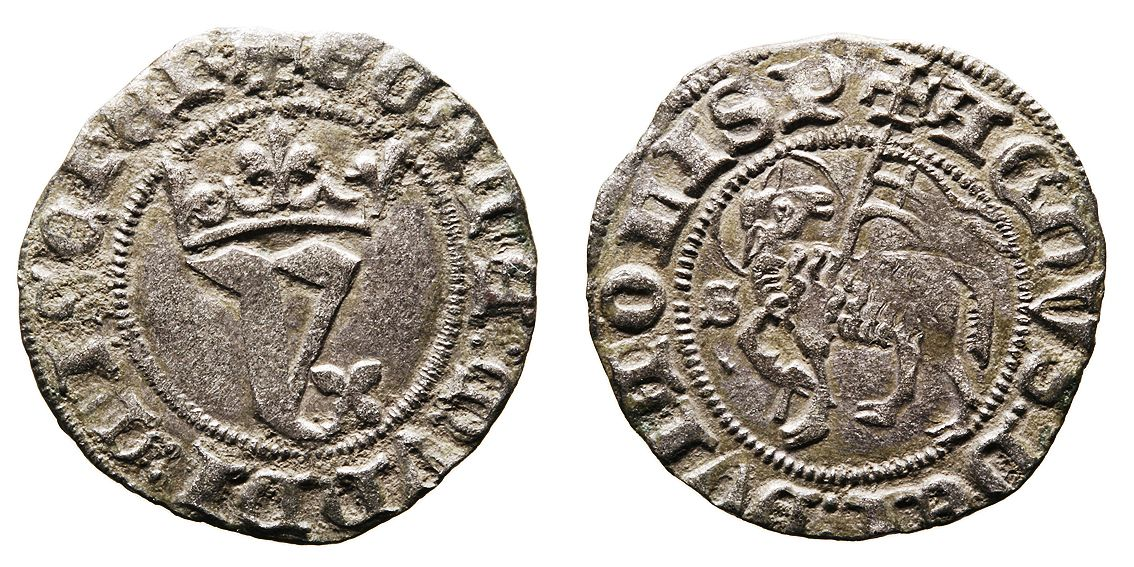
El Agnus Dei en una blanca del.

Una de las representaciones más famosas y completas de esta denominación referida a Jesucristo es el políptico de La adoración del Cordero místico, pintado por Jan van Eyck en el siglo XV.

## Oración y música

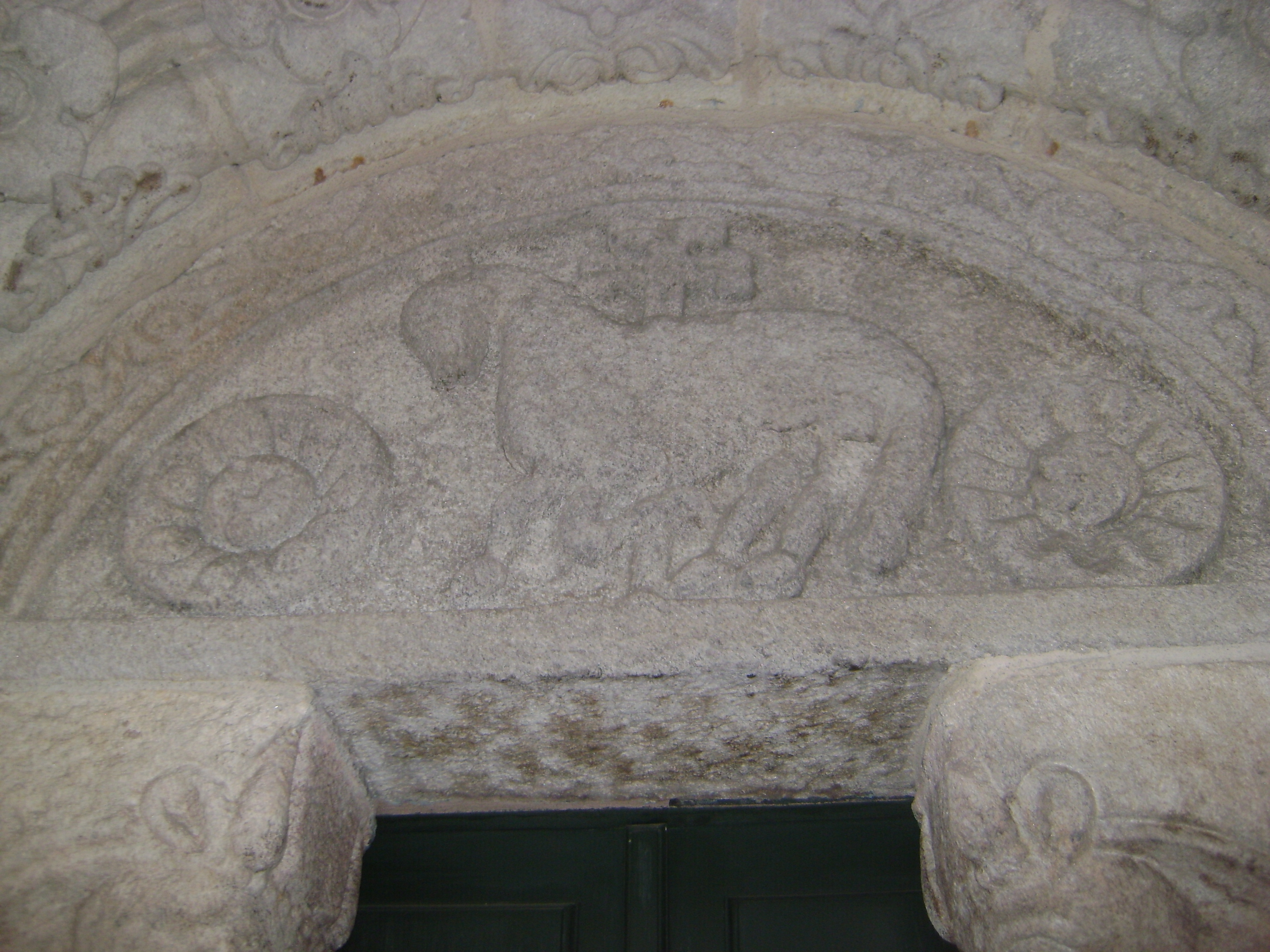
Representación del cordero de Dios en la iglesia de Santiago, La Coruña, Galicia (España).

En la misa de rito romano, el Agnus Dei es una oración que se reza poco antes de la Comunión, tras la oración Ad pacem, y forma parte del rito de la fracción del pan. Es una de las partes llamadas "invariables" de la misa, es decir, que siempre se cantan o recitan con el mismo texto y en el mismo lugar de la liturgia, sin pertenecer a la plegaria eucarística:

Cordero de Dios, que quitas el pecado del mundo, ten piedad de nosotros.
Cordero de Dios, que quitas el pecado del mundo, ten piedad de nosotros.
Cordero de Dios, que quitas el pecado del mundo, danos la paz.

Poco después muestra las hostia consagrada sobre el cáliz a los fieles mientras recita: Ecce Agnus Dei, ecce qui tolit pecatum mundo. A lo que el acólito responde: Domine non sum dignus... Es decir, las palabras del centurión sacadas de Mateo 8,8.
La importancia de este texto en la liturgia cristiana también se advierte en su continua inclusión, con algunas variaciones, como elemento de cierre en diversas letanías: las de los santos (en celebraciones litúrgicas especiales) o las de la Virgen (tras el rezo del Santo Rosario).
La tradición de decir la misa cantada o acompañada de música ha hecho que esta oración haya sido musicalizada por compositores de todas las épocas, destacando las versiones de Johann Sebastian Bach o Wolfgang Amadeus Mozart.
La parte final de El Mesías, la obra magna de Georg Friedrich Händel, consta de dos partes cantadas por el coro, tituladas Worthy is the Lamb that was slain (literalmente, "Digno es el Cordero que fue sacrificado") y el Amen conclusivo.
La obra compuesta en 1935 por Samuel Barber denominada originalmente Cuarteto para cuerdas en si menor, cuyo segundo movimiento —a sugerencia de Arturo Toscanini— arreglaría para orquesta de cuerdas dándole el título de Adagio para cuerdas (Adagio for Strings) y, posteriormente, para coro mixto como Agnus Dei.
La obra de Ariel Ramírez conocida como La Misa Criolla, interpretada por numerosos artistas internacionales, incluye también su propio Agnus Dei.